# Phyllostomus elongatus
Phyllostomus elongatus är en fladdermusart som ingår i släktet Phyllostomus och familjen bladnäsor. Den beskrevs 1810 av E. Geoffroy.IUCN kategoriserar arten globalt som livskraftig. Inga underarter finns listade i Catalogue of Life.

## Utbredning
Arten förekommer i norra Sydamerika öster om Anderna och söderut till Bolivia och området kring Sao Paulo i Brasilien. 

## Ekologi
Habitatet utgörs främst av tropisk regnskog. Nära vattendrag kan Phyllostomus elongatus förekomma i torrare landskap.
En hane, några honor och deras ungar bildar en liten flock. Dessutom finns flockar med unga hanar. Flera flockar vilar tillsammans i trädhåligheter eller grottor. Arten äter främst frukt, men även mindre mängder nektar, pollen och insekter. Den är aktiv efter skymningen och före gryningen. Den födosöker uppe i trädkronorna.